# TCL Technology
TCL Technology (en mandarín: TCL科技) es una empresa multinacional China de tecnología con sede en la ciudad de Huizhou, provincia de Guangdong.
TCL se especializa en los materiales y pantallas de semiconductores, fabricación y distribución de productos que incluyen paneles de visualización grandes, pequeños y medianos, módulos táctiles, pizarrones blancos interactivos, paredes de video, pantallas de automóviles y monitores de juegos, en todo el mundo.
TCL se divide en dos entidades, que comparten la misma marca, pero no están relacionados en capital: "TCL Technology Group Corporation Limited" (TCL Technology) y "TCL Industries Holdings Company Limited" (TCL Industries). TCL Technology se enfoca en la industria de materiales y pantallas de semiconductores, siendo "TCL China Star Optoelectronics Technology Company Limited" (TCL CSOT) y "China Display Optoelectronics Technology Holdings Limited" (CH Display OPT) sus subsidiarias. TCL Industries se enfoca en la industria de productos electrónicos de consumo y pequeños electrodomésticos, siendo "TCL Electronics Holdings Limited" (TCL Electronics) y "Tonly Electronics Holdings Limited" (Tonly Electronics) sus subsidiarias.

## Historia

### La primera etapa: etapa de acumulación de escamas (1981-1991)
En 1981, la División de Electrónica de la Oficina de Maquinaria del Distrito de Huiyang de la ciudad de Huizhou, provincia de Guangdong, dividió la Empresa de la Industria Electrónica del Distrito de Huiyang, que fue la predecesora de TCL.
En 1981, China (China continental) y Hong Kong (Hong Kong británico), establecieron conjuntamente "TTK Home Appliances Company Limited", para producir casetes de audio.
En 1985, una empresa conjunta entre China y Hong Kong estableció "TCL Communication Equipment Company Limited".
En 1986, la marca TCL se registró en la Administración Estatal de Industria y Comercio.
En 1986, se desarrolló el primer teléfono de tonos de manos libres en China y se estableció la marca TCL mediante la evaluación de la producción.
En 1989, la producción y las ventas de teléfonos de TCL ocuparon el primer lugar en China continental por primera vez.
En 1990, al entrar en la década de los 90, TCL se desarrolló rápidamente y se convirtió en el líder de la industria de la televisión.
En 1991, se estableció la primera sucursal de ventas en Shanghái, y luego se establecieron sucursales de ventas en Harbin, Xi'an, Wuhan, Chengdu y otros lugares, que se convirtió en el prototipo de la red de ventas nacional China de TCL actual.

### La segunda etapa: la etapa de rápido crecimiento de la empresa (1992-1998)
En 1992, se desarrolló y produjo el televisor en color de pantalla grande "TCL ace", y se convirtió en un éxito en el mercado. Al mismo tiempo, comenzó a introducir el sistema de CI y se convirtió en una de las primeras empresas estatales en China en implementar el CIS.
En 1993, "TCL Communication Equipment Company Limited" cotizó en la Bolsa de Valores de Shenzhen y fue la primera empresa China que cotiza en bolsa entre las empresas de productos de terminales de comunicaciones.
En 1994, TCL fue el primero en lanzar el primer teléfono inalámbrico en China.
En 1995, TCL Corporation se reorganizó en tres grupos principales: "Comunicación", "Electrónica" y "Yuntian".
En 1995, TCL Telephone recibió el título de "China Telephone King" por el Instituto de Investigación de Economía de Mercado del Centro de Investigación para el Desarrollo del Consejo de Estado.
En 1996, TCL Corporation se fusionó con el proyecto de televisión en color de Hong Kong Lu, creando un precedente para que las empresas estatales se fusionaran con empresas financiadas por Hong Kong y utilizaran marcas de propiedad estatal.
En 1997, TCL Corporation ajustó su estructura corporativa, abolió tres grupos profesionales y se reorganizó en "TCL Group Corporation Limited".
En 1998, el Banco de Exportación e Importación de China y TCL firmaron el "acuerdo de paquete de crédito para el vendedor de exportación de 2.000 millones de CNY", que proporcionó un fuerte apoyo financiero a TCL para explorar los mercados extranjeros.

### La tercera etapa: crear un líder global (1999-presente)
En 1999, TCL comenzó la globalización, ha establecido una base sólida del mercado extranjero a través de una serie de promociones de marcas independientes y fusiones y adquisiciones transfronterizas, convirtiéndose en el líder en globalización de las empresas chinas.
En 1999, TCL invirtió en "Hanlinhui Software Industry Company Limited" y entró agresivamente en la industria de la información.
El 16 de abril de 2002, se estableció "TCL Group Corporation Limited".
En 2003, TCL Corporation ocupó el cuarto lugar entre las 100 principales empresas de información electrónica de China con 31.900 millones de CNY en ingresos por ventas.
En julio de 2003, el presidente de TCL, Li Dongsheng, anunció formalmente un "Plan Dragón y Tigre" para establecer dos negocios competitivos de TCL en los mercados globales ("Dragones") y tres negocios líderes dentro de China ("Tigres").
En noviembre de 2003, TCL y Thomson SA de Francia anunciaron la creación de una empresa conjunta para producir televisores y reproductores de DVD en todo el mundo. TCL adquirió una participación del 67% en la empresa conjunta, con Thomson SA con el resto de las acciones, y se acordó que los televisores fabricados por TCL-Thomson se comercializarían bajo la marca TCL en Asia y las marcas Thomson y RCA en Europa y Norteamérica.
El 30 de enero de 2004, "TCL Group Corporation Limited" cotizó en la Bolsa de Valores de Shenzhen con el código de acciones (000100).
En abril de 2004, TCL y Alcatel anunciaron la creación de una empresa conjunta de telefonía móvil: Alcatel Mobile Phones, TCL inyectó 55 millones de EUR en la empresa a cambio de una participación del 55%.
En 2005, Philips de China compró una participación del 7% en TCL Corporation y se convirtió en el tercer mayor accionista.
En mayo de 2005, TCL anunció que su unidad que cotiza en Hong Kong adquiriría la participación del 45% de Alcatel en su empresa conjunta de telefonía móvil por un valor de 63.34 millones de HKD (8.1 millones de USD) en acciones de TCL Communication.
El 10 de diciembre de 2005, TCL reorganizó sus negocios secundarios.
En 2006, TCL también se ha asociado con fabricantes de software como Microsoft e Intel.
En junio de 2007, TCL anunció que su división de telefonía móvil planeaba dejar de usar la marca Alcatel y cambiar por completo a la marca TCL dentro de cinco años.
El 18 de junio de 2007, TCL anunció el lanzamiento de una nueva estrategia de marca, interpretando el lema de TCL como "The Creative Life". Anteriormente, TCL lanzó a TCL como "Today China Lion".
En septiembre de 2007, TCL extendió el derecho a usar la marca Alcatel por 10 años más (hasta 2024).
El 3 de diciembre de 2007, TCL Corporation anunció que proporcionará "grupo de la industria multimedia", "grupo de la industria de la comunicación", "grupo de la industria de electrodomésticos", "grupo de la industria de repuestos", "bienes raíces y El negocio de inversión financiera "Grupo" y el "Grupo empresarial de logística y servicios" son las seis principales unidades de negocio.
En abril de 2008, Samsung Electronics anunció que subcontrataría la producción de algunos módulos de TV LCD a TCL.
El 19 de mayo de 2008, "TCL Corporation" (000100) volvió al índice Shenzhen Stock Exchange 100.
En julio de 2008, TCL anunció que planeaba recaudar 1.700 millones de CNY (249 millones de USD) a través de una colocación de acciones en la Bolsa de Valores de Shenzhen para financiar la construcción de dos líneas de producción para televisores LCD, uno para pantallas de hasta 42 pulgadas y el otro para pantallas de hasta 56 pulgadas.
En enero de 2009, TCL anunció planes para duplicar su capacidad de producción de TV LCD a 10 millones de unidades para fines de 2009.
En noviembre de 2009, TCL anunció que había formado una empresa conjunta con el gobierno de Shenzhen para construir una instalación de producción de pantalla de cristal líquido de transistor de película delgada de 8.5 generación en la ciudad a un costo de 3.9 mil millones de CNY.
En 2010, el proyecto del panel LCD TCL CSOT de 8.5 generación, que fue invertido conjuntamente por el Gobierno Municipal de Shenzhen y TCL de 24.500 millones de CNY, se inició con grandiosidad.
En mayo de 2011, TCL lanzó la Asociación de Tecnología de Terminal Multimedia Inteligente de China en asociación con "Hisense Electric Company Limited" y "Sichuan Changhong Electric Company Limited", con el objetivo de ayudar a establecer estándares de la industria para televisores inteligentes.
En 2012, la pantalla LCD 3D Full-HD cuádruple de 110 pulgadas "Zhonghua" desarrollada con éxito por TCL CSOT, fue lanzado oficialmente en Beijing.
En 2013, TCL adquirió por 5 millones de USD los derechos sobre el nombre del mundialmente célebre "Grauman's Chinese Theatre" el "TCL Chinese Theatre" de Hollywood, California.
En 2013, el proyecto del parque industrial de electrodomésticos de TCL (Hefei) celebró una ceremonia de inauguración en el parque industrial de Taohua, condado de Feixi, ciudad de Hefei. TCL planea invertir un total de 7 mil millones de CNY y la producción de lavado de hielo de gama media a alta.
En 2014, TCL anunció una inversión de 500 millones de CNY para iniciar la construcción del proyecto de la plataforma O2O. Al mismo tiempo, anunció el establecimiento de "TCL Cultural Media Company" para desarrollar contenido.
En 2014, el presidente de TCL Li Dongsheng, dice que se está apegando a una estrategia por la cual quiere hacer de TCL un "Sony o Samsung chino". En el área de televisores de pantalla plana, este grupo ya ha subido (a partir de 2014).
En 2014, TCL cambió el significado de sus iniciales de identificación de "Telephone Communication Limited" a un eslogan de marca, "The Creative Life", con fines comerciales.
En febrero de 2014, TCL gastó 280 millones de CNY para comprar el 11% de las acciones de "Tianjin 712 Communication & Broadcasting Company Limited", una empresa de propiedad militar China que produce dispositivos de comunicación y sistemas de navegación para el ejército chino.
El 24 de julio de 2014, TCL Corporation, que había estado suspendido durante 10 días, anunció que continuaría suspendiendo las operaciones. TCL Corporation emitió un anuncio nuevamente, diciendo que está planeando eventos importantes.
En agosto de 2014, TCL Corporation y Tonly Electronics estuvieron implicadas en sobornar a un funcionario del gobierno en la provincia de Guangdong a cambio de subsidios gubernamentales.
En octubre de 2014, TCL adquirió la marca Palm de HP para su uso en teléfonos inteligentes.
En 2015, el presidente y director ejecutivo de TCL Corporation, Li Dongsheng, recibió el premio a los 20 emprendedores más influyentes de la era de Internet.
El 9 de abril de 2015, TCL Corporation anunció una cooperación estratégica con Tencent y Future TV para la integración de la plataforma, el contenido y los recursos de licencia. Las tres partes integrarán las capacidades de hardware de TCL, los recursos de video de Tencent y las capacidades operativas nacionales de TV por Internet de Future TV para crear un ecosistema de contenido.
En 2016, TCL ha invertido 7 mil millones de USD en la construcción de una línea de producción de generación 11G para la producción de pantallas LCD y OLED.
En 2016, TCL Corporation, a través de su subsidiaria de propiedad absoluta, firmó un acuerdo con Novatel Wireless (NASDAQ: MIFI), la principal marca de pantalla ancha móvil inalámbrica en los Estados Unidos, para adquirir el negocio MIFI y (Smart Mobile Hotspot Device and Mobile Broadband), de Novatel Wireless por una contraprestación de 50 millones de USD.
El 23 de febrero de 2016, TCL y Ziguang Group celebraron una conferencia de lanzamiento de fondos de fusiones y adquisiciones de la industria en Beijing.
El 19 de mayo de 2016, TCL Corporation anunció que planea establecer conjuntamente un fondo industrial de fusiones y adquisiciones con un tamaño objetivo de 10 mil millones de CNY con el Fondo de Orientación del Río Yangtze y Hubei Science and Technology Investment.
El 16 de diciembre de 2016, BlackBerry Limited y TCL Communication anunciaron que habían llegado a un acuerdo de licencia a largo plazo, completando oficialmente la autorización. En este punto, BlackBerry Limited detendrá el diseño, la producción y la fabricación de teléfonos BlackBerry, y TCL operará los teléfonos BlackBerry.
El 31 de marzo de 2017, TCL CSOT, una subsidiaria de TCL y el Comité de Gestión de la Zona de Desarrollo de Nuevas Tecnologías de Wuhan Donghu firmaron formalmente un acuerdo de cooperación del proyecto LTPS-AMOLED de sexta generación, planeando invertir en la construcción de un LTPS de sexta generación- AMOLED flexible con una capacidad de producción mensual de 45.000 hojas Línea de producción de paneles de visualización.
El 27 de abril de 2017, TCL CSOT, una subsidiaria de TCL Corporation, a través de su subsidiaria de propiedad absoluta HIGH VALUE, adquirió aproximadamente 1.1 mil millones de acciones de TCL CSOT, una compañía que cotiza en Hong Kong, con un acuerdo de 0.9 de HKD por acción, lo que representa aproximadamente el capital social emitido de TCL CSOT 53.81% del total, y la contraprestación es de aproximadamente 984 millones de HKD.
El 1 de agosto de 2017, TCL Corporation y la Universidad de Hong Kong establecieron un laboratorio conjunto para nuevos materiales y tecnologías OLED impresos.
El 9 de agosto de 2017, TCL Corporation emitió un anuncio de que Zhao Weiguo, solicitó su renuncia como director de TCL Corporation y miembro del Comité de Estrategia por razones personales.
El 25 de febrero de 2018, se cotizaron más de 2.700 millones de acciones de las acciones no restringidas de TCL Corporation, lo que representa el 20.18% del capital social total de la empresa.
El 22 de mayo de 2018, "TCL Group Corporation Limited" anunció que la compañía planea invertir en la construcción de una nueva línea de producción de dispositivos de visualización de ultra alta definición de undécima generación en el nuevo distrito de Guangming, Shenzhen, con una capacidad de procesamiento mensual, para pantallas 8K de ultra alta definición de 65 pulgadas, 70 pulgadas, 75 pulgadas y pantallas OLED de 65 pulgadas, OLED de 75 pulgadas, etc. La inversión total del proyecto es de aproximadamente 42.683 millones de CNY.
El 4 de junio de 2018, TCL Corporation anunció que solo emitirá bonos de no más de 2 mil millones de CNY a inversores calificados, de los cuales la escala de emisión básica es de mil millones de CNY, y la sobreasignación no puede superar los mil millones de CNY.
En diciembre de 2018, TCL Corporation firmó un acuerdo de cooperación estratégica con Xiaomi Corporation. Las dos partes llevarán a cabo una investigación y desarrollo conjuntos sobre la integración de dispositivos básicos de alta gama con núcleo de información electrónica y hardware inteligente, innovarán la aplicación de nuevas tecnologías de dispositivos de hardware inteligente y establecer una cooperación mutua o una inversión conjunta en los campos de la tecnología básica, de gama alta y básica, para dar lugar a productos inteligentes innovadores.
En diciembre de 2018, TCL Corporation dio a conocer una serie de anuncios. La empresa planeó audazmente transferir todos sus negocios de electrónica de consumo, electrodomésticos y otros negocios de terminales inteligentes y negocios de soporte relacionados con un precio de 4760 millones de CNY. La empresa ha pasado de sus dos negocios principales, la industria de materiales y pantallas de semiconductores y la industria de terminales inteligentes, a la industria de materiales y pantallas de semiconductores.
En 2019, debido a la reestructuración, TCL completó la transferencia de los principales activos y se dividió en "TCL Technology Group Corporation Limited" (TCL Technology) y "TCL Industries Holdings Company Limited" (TCL Industries).
El 6 de enero de 2019, TCL Corporation emitió un anuncio, anunciando que Xiaomi Corporation tomará una participación estratégica en TCL Corporation. Xiaomi adquirió un 0.48% del capital social de TCL por 65.2 millones de USD en acciones.
El 7 de mayo de 2019, "TCL Group Corporation Limited" aumentó su inversión extranjera y estableció la Asociación del Fondo de Inversión de Renta Variable de la Industria Emergente de Guangdong Yuecai (Sociedad Limitada). La empresa tiene un capital social de 1.000 millones de CNY y TCL Corporation posee el 30% de las acciones.
En 2020, TCL Technology adquirió los activos de Samsung Display en Suzhou, China, incluida una fábrica Gen 8.5 y una planta de módulos LCD de ubicación conjunta.
El 3 de febrero de 2020, TCL Communication y BlackBerry Limited anunciaron que al final del mes de agosto de 2020, finalizará el acuerdo de licencia y operación de teléfonos con la marca BlackBerry por parte de TCL.
El 7 de febrero de 2020, TCL Corporation anunció que la abreviatura y nombre de valores de la empresa se cambió a TCL Technology.
El 31 de agosto de 2020, TCL culminó el acuerdo de licencia y operación de teléfonos con la marca BlackBerry.

## Etimología
No se ha verificado la fuente del nombre de TCL y más afirmaciones se derivan de la abreviatura en inglés del nombre inicial de la empresa "TCL Communication Equipment Limited" (Telephone Company Limited).
La imagen de marca de TCL siempre ha estado compuesta por las tres letras ("T", "C" y "L").
Actualmente, TCL es la abreviatura de las tres palabras en inglés: "The Creative Life", que significa "La vida creativa" (el significado más moderno de TCL). Anteriormente, TCL fue la abreviatura de las tres palabras en inglés: "Today China Lion", que significa "Hoy león de china" (el significado más antiguo de TCL).

## Modelo de negocio
TCL está organizado en cinco divisiones de negocio:
- Multimedia: Televisores
- Comunicaciones: Teléfonos Móviles y Dispositivos MIFI
- Electrodomésticos: Unidades de Aires Acondicionados y Lavadoras
- Electrónica doméstica / Electrónica de consumo: Productos ODM, como DVD
- Materiales y Pantallas de Semiconductores: Paneles de Visualización para TV

Además, TCL tiene cuatro áreas de negocio afiliadas:
- Inversión y Bienes Raíces
- Logística y Servicios
- Educación en Línea
- Finanzas

TCL Technology ha formado una estructura empresarial basada en tres sectores principales: materiales y pantallas de semiconductores, semiconductores y semiconductores fotovoltaicos, finanzas industriales y capital.
TCL Technology también tiene su propia instalación de investigación llamada TCL Corporate Research, que se encuentra en Shenzhen, China, con el objetivo de investigar innovaciones tecnológicas de vanguardia para otras filiales.
TCL tiene oficinas de ventas en más de 80 países y regiones, y operaciones en más de 160 países y regiones de África, Asia, Oceanía, Europa, Norteamérica y Sudamérica.
TCL contiene las siguientes marcas:
- TCL (Productos Electrónicos de Consumo y Pequeños Electrodomésticos)
- Thomson (Televisores y Reproductores de DVD en Europa)
- RCA (Televisores y Reproductores de DVD en Norteamérica)
- Alcatel (Dispositivos Móviles)
- Palm (Teléfonos Inteligentes)

## Tecnología
En 2020, TCL introdujo una tecnología de pantalla innovadora conocida como Nxtpaper, caracterizada por su reducción de luz azul y capacidades antirreflectantes, destinada a mejorar el confort visual.